# Халибовское армянское училище
Халибовское армянское училище — среднее учебное заведение армянского меньшинства, основанное в 1858 году в городе Феодосия епископом Г. К. Айвазовским.

## История
Училище было названо в честь богатого мецената, городского головы Нахичевани-на-Дону Артемия Павловича Халибова (Арутюна Погосовича Халибяна), который пожертвовал на учреждение армянского училища в Феодосии более 150 тысяч рублей, что на то время было очень большой суммой. Халибов принимал также активное участие в строительстве училища.
В октябре 1858 года состоялось торжественное открытие Халибовского училища. Первоначально училище размещалось в частном доме братьев Алтунчьян, а в октябре 1862 года переехало до большого здания, построенного на средства Халибова. Открытие нового корпуса училища сопровождалось пышными торжествами, в которых приняло участие большинство населения Феодосии. Трехэтажное здание, имела сто комнат, была построена в западной части Феодосии, недалеко от Лысой горы. Вначале училище имело пять классов, в которых обучалось 89 воспитанников, на четвёртый год работы училища был открыт дополнительный шестой класс, а общее количество учащихся увеличилось до 150. Курс обучения длился 6 лет.
Ученики изучали несколько языков: армянский, русский, французский, турецкий. Среди предметов училища были Закон Божий, история, география, физика, химия. Проводились также уроки физкультуры и рисования. По инициативе Г. К. Айвазовского в программу училища были включены новые предметы — такие, как законоведение, бухгалтерия, естественные науки.
Руководству училища было трудно раздобыть для учащихся армянские учебники, поэтому в 1860 году при училище была основана типография, где кроме учебников печаталась литература религиозного, художественного и научного плана. При типографии началось издание армяноязычных журналов «Голубь Масиса» и «Радуга».
Директор типографии А. Тер-Абрамян опубликовал на армянском языке книгу «История Крыма». В 1871 году были изданы басни И. Крылова в переводе на армянский язык Г. К. Айвазовского.
Выпускники училища пополняли учительские кадры как самого училища, а также епархиальных приходских школ и армянского женского училища.
В 1865 году училище было лишено церковных субсидий и его материальное положение резко ухудшилось, летом 1871 года училище пришлось закрыть. С 1874 года здание училища использовалось как помещение для Армянской духовной семинарии, а впоследствии для учительского института. В 1915 году здание было уничтожено пожаром.

## Издательская деятельность
- Железные дороги на юге. - Феодосия : Тип. Армянского Халибовского училища, 1863. -48с.